# Poarta Ecaterinei din Brașov
Poarta Ecaterinei (în germană Katharinentor, în maghiară Katalin-kapu) a fost una dintre porțile fortificațiilor cetății Brașovului, situată la mijlocul laturii de sud-vest, între Bastionul Țesătorilor și Bastionul Fierarilor. Ca parte a zidului de sud-vest al ansamblului fortificațiilor orașului, Poarta Ecaterinei este declarată monument istoric (cod LMI BV-II-m-A-11294.01).
Poarta asigura trecerea prin zidul dublu al cetății, fiind, pentru aproape trei secole, singura poartă a orașului spre Șchei. Astăzi a mai rămas doar turnul porții exterioare. În realitate, poarta Ecaterinei, la fel ca și porțile zidului de nord-est al cetății (Poarta Principală, Poarta Vămii cea veche, Poarta Străzii Negre), erau fiecare un mare complex de fortificații, adevărate fortărețe cu bastioane și turnuri.

## Istoric
Stabiliți inițial în Brașovechi, din cauza inundațiilor și din motive strategice (incursiunile tătarilor, urmate de invaziile turcești), începând din secolul al XIV-lea sașii s-au mutat spre muntele Tâmpa și au început să construiască fortificații de apărare.
Între anii 1400 și 1427 orașul a fost împrejmuit cu ziduri și turnuri de apărare, devenind astfel o fortificație renumită - Cetatea.

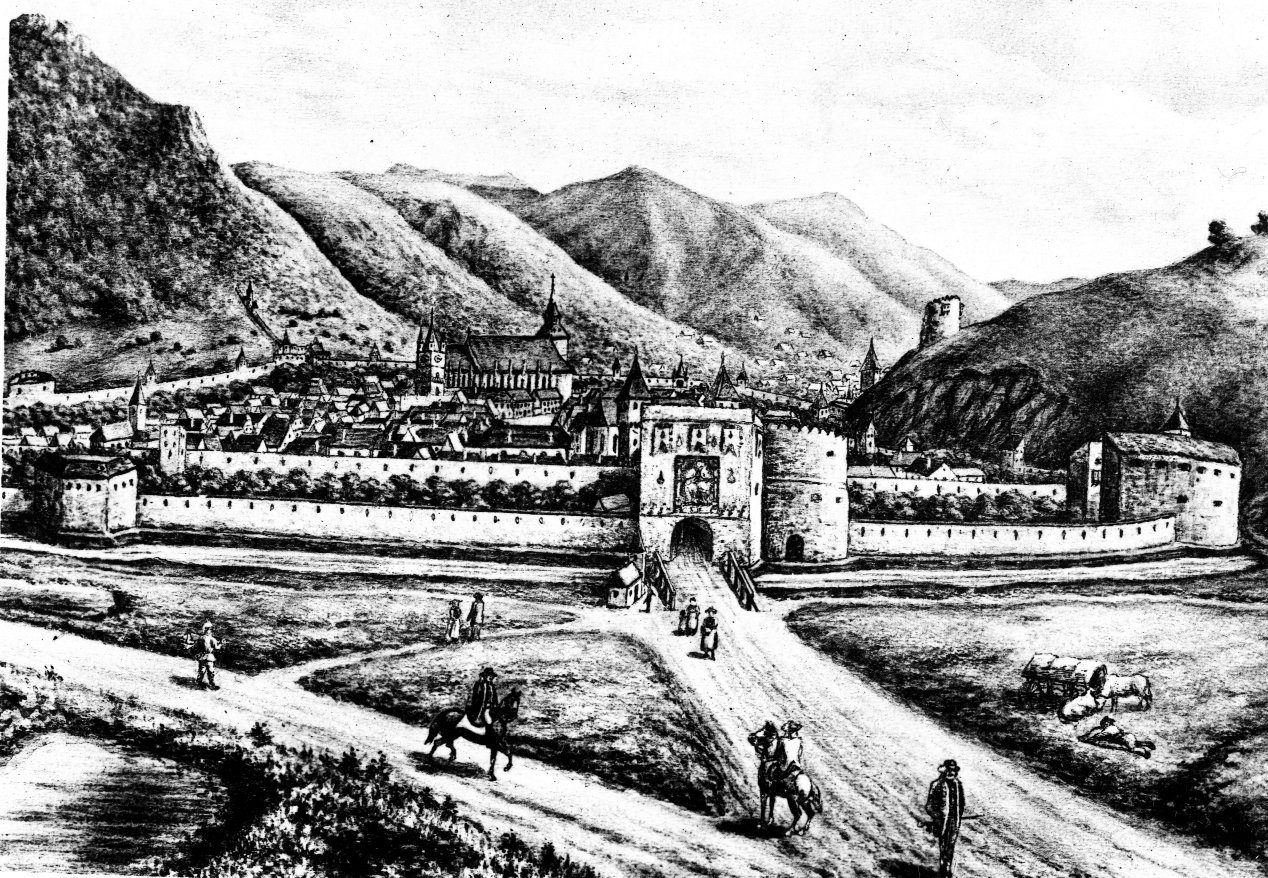
Cetatea Brașovului în jurul anului 1689

Poarta zidului de sud-vest al cetății a fost construită probabil în secolul al XV-lea, odată cu ridicarea zidurilor, dar a fost menționată în documente pentru prima dată doar în anul 1517, ca „Poarta Sfântului Duh” („Porta Corporis Christi”). Numele provenea de la Capela Sfântului Duh (Corpus Christi), care era situată lângă strada Orfelinatului (actuala stradă Poarta Schei).
Poarta, apărată de breasla croitorilor, a fost distrusă în urma furtunii și a inundației din 24 august 1526, după care a început construcția noii porți. Fiind situată la capătul străzii Caterinei, care la rândul ei a preluat numele de la mănăstirea de călugărițe ce fusese acolo, poarta a primit denumirea de „Poarta Ecaterinei” („Porta Sanctae Katherinae”, cum apare în documentele vremii). Aceasta a fost denumită și „Porta Superior” datorită locației sale spre munte, spre Șchei, numit de sași „Obere Vorstadt” (cartierul de sus). Construcția turnului porții exterioare a fost finalizată la 17 septembrie 1559. Poarta a fost deteriorată de incendiile din anii 1689 și 1759, ca și de cutremurul din 1738, fiind ulterior reparată.

Turnul porții Ecaterinei și Poarta Șchei

Poarta Ecaterinei se întindea de la actualul Corp S al Universității „Transilvania” (Facultatea de Silvicultură), unde era moara porții, până dincolo de actuala Poartă Șchei. Documentele menționează că pentru fiecare din cele opt guri de tragere ale turnului au fost aduse bombarde de la Praga.
Datorită cerințelor comerțului în plină ascensiune din secolul al XVIII-lea, poarta nu a mai făcut față traficului sporit din zonă. Atunci au fost construite două noi porți de acces spre Șchei: Poarta Târgul Cailor, lângă Bastionul Fierarilor în anul 1820 și Poarta de pe strada Orfelinatului (Orfanilor), actuala Poartă Șchei între anii 1827-1828.
În secolul al XIX-lea au fost întocmite primele planuri de sistematizare ale orașului, care implicau dezvoltarea urbanistică spre suburbii. În acest scop au fost demolate eșalonat o parte din fortificațiile medievale ale Cetății de pe laturile de nord-est și sud-vest. 
Poarta Ecaterinei, cu excepția turnului porții exterioare, a fost demolată în anul 1827. Turnul a fost amenajat ca depozit, iar deschiderea acestuia a fost zidită. Pe ambele părți ale turnului porții, în locul zidurilor demolate, au fost ridicate clădiri publice (școala primară, grădinița și gimnaziul săsesc de fete).
Turnul porții a fost redeschis în anul 1955 și a fost apoi restaurat între anii 1971 și 1973, sub conducerea arhitectului Günther Schuller. Turnul a fost renovat din nou în anul 2006, când s-a amenajat și scuarul din spatele porții.
În prezent, în turnul porții sunt organizate expoziții de grafică, pictură, fotografii vechi, expoziții tematice etc. În fața porții există și un mic parc dendrologic cu specii de platan, salbă, tuie, arborele vieții, forsiția, arțar, castan, etc.

## Descriere

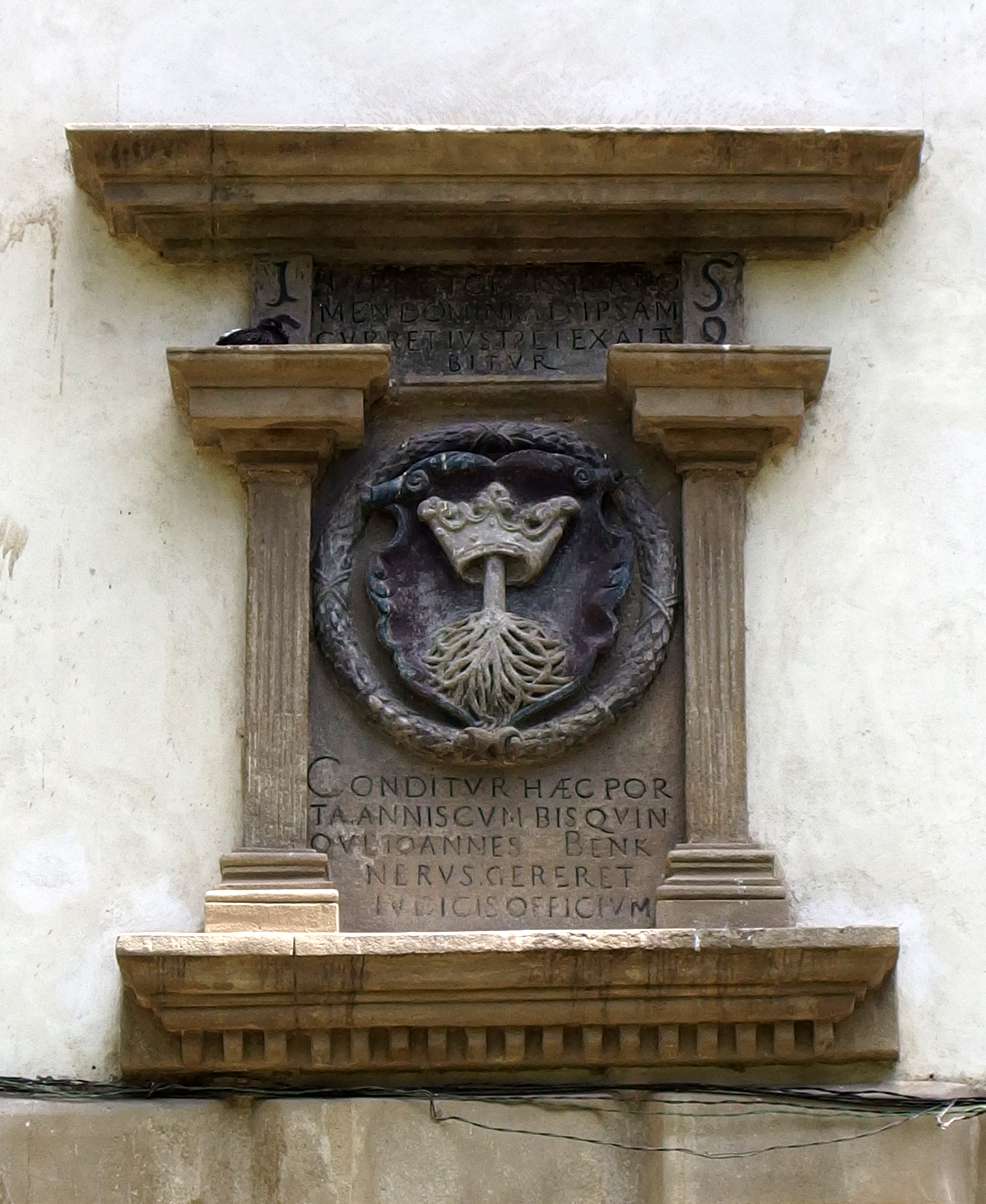
Placa cu stema Brașovului

Poarta Ecaterinei a fost un edificiu reprezentativ pentru arhitectura Renașterii la Brașov, construit din inițiativa judelui primar Johannes Benkner. Poarta, care era apărată de breasla croitorilor, se întindea de la actualul Corp S al Universității „Transilvania” (Facultatea de Silvicultură), unde era moara porții, până dincolo de actuala Poartă Șchei, între zwingerul croitorilor și zwingerul ciorăparilor. Spre deosebire de porțile zidului de nord-est al castelului (Poarta Vămii cea veche, Poarta Principală), Poarta Ecaterinei nu avea un bastion de poartă în formă de potcoavă în afara zidului, ci avea un fort dreptunghiular de 75 de metri lungime și 50 de metri lățime. Apărătorii aveau acces la gurile de tragere pe galeriile de lemn asemănătoare celor de la Bastionul Țesătorilor.
Turnul porții exterioare, singurul care a rămas până astăzi, este o clădire dreptunghiulară cu o suprafață de 9,2 x 8,3 metri. Poarta exterioară dinspre vest are 3,80 m lățime și 3,35 m înălțime, iar spre oraș, la est, are 4,10m lățime și 3,80m înălțime. Parterul zidăriei de vest este acoperit cu blocuri de gresie pe paisprezece rânduri, iar prin deschiderile triunghiulare de deasupra arcului porții treceau lanțurile podului mobil. Turnul era prevăzut cu guri de tragere pentru armele de foc de calibru mare (bombarde) precum și cu ambrazuri pentru archebuze. Bolta turnului este pictată în stilul caracteristic Renașterii.
De formă pătrată, pe trei nivele, construcția are în partea superioară patru turnulețe, semn că orașul avea dreptul de a pronunța sentințe capitale, „Jus Gladii”.
Deasupra porții, între cele două deschideri ale zidului de la etaj, există o placă având stema Brașovului și următoarele două inscripții (deasupra și dedesubt): 1559 TVRRIS FORTISSIMA NOMEN DOMINI; AD IPSAM CVRRET IVSTVS ET EXALTABITVR („Turnul puternic este numele Domnului, cel drept se va întoarce la el și se va adăposti”) și CONDITVR HAEC PORTA ANNIS CVM BIS QVINQUE IOANNES BENKNERVS GERETET („Această poartă a fost ridicată în timpul celui de-al doilea mandat de cinci ani al primarului Johann Benkner”).

## Galerie de imagini

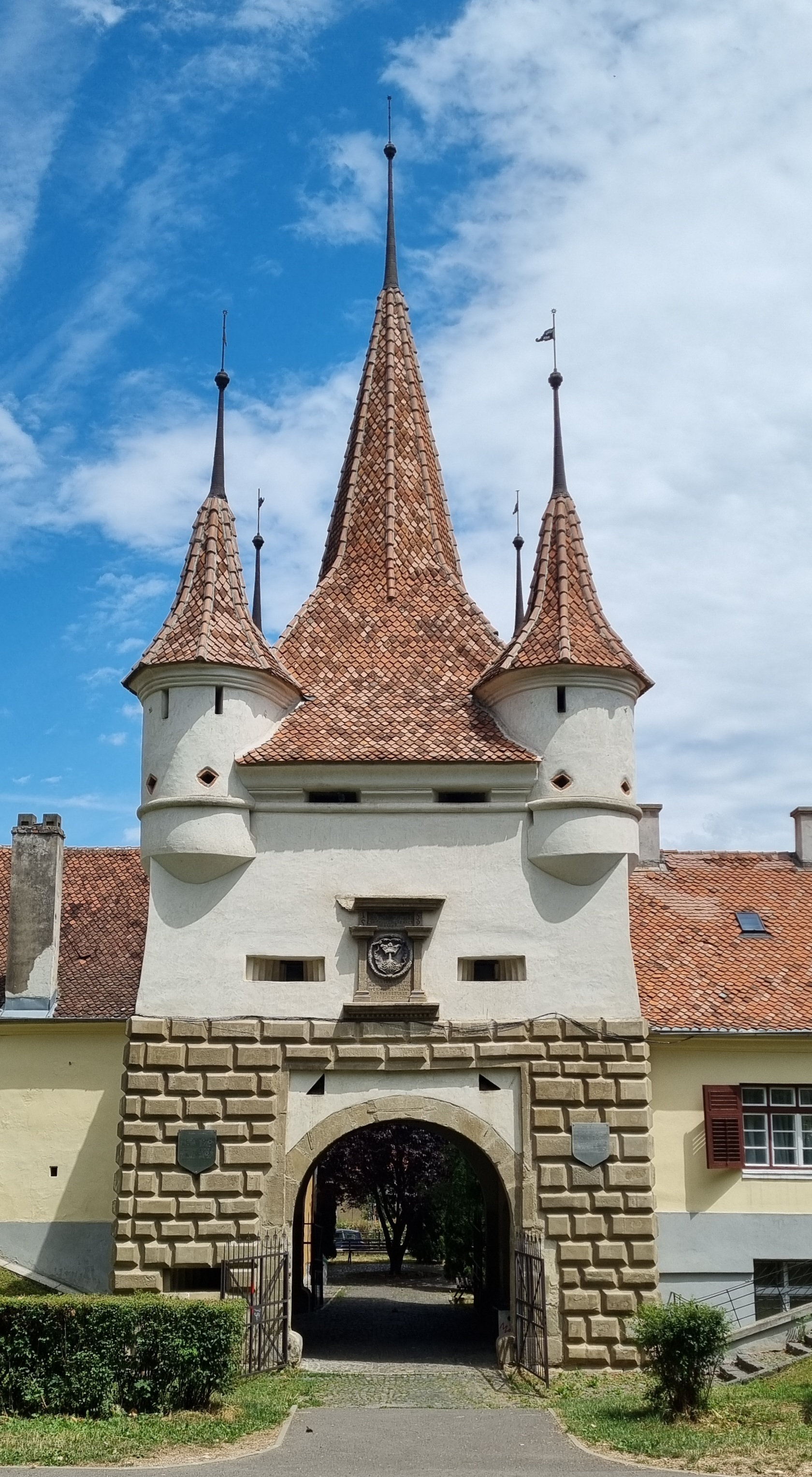
Turnul porții Ecaterinei
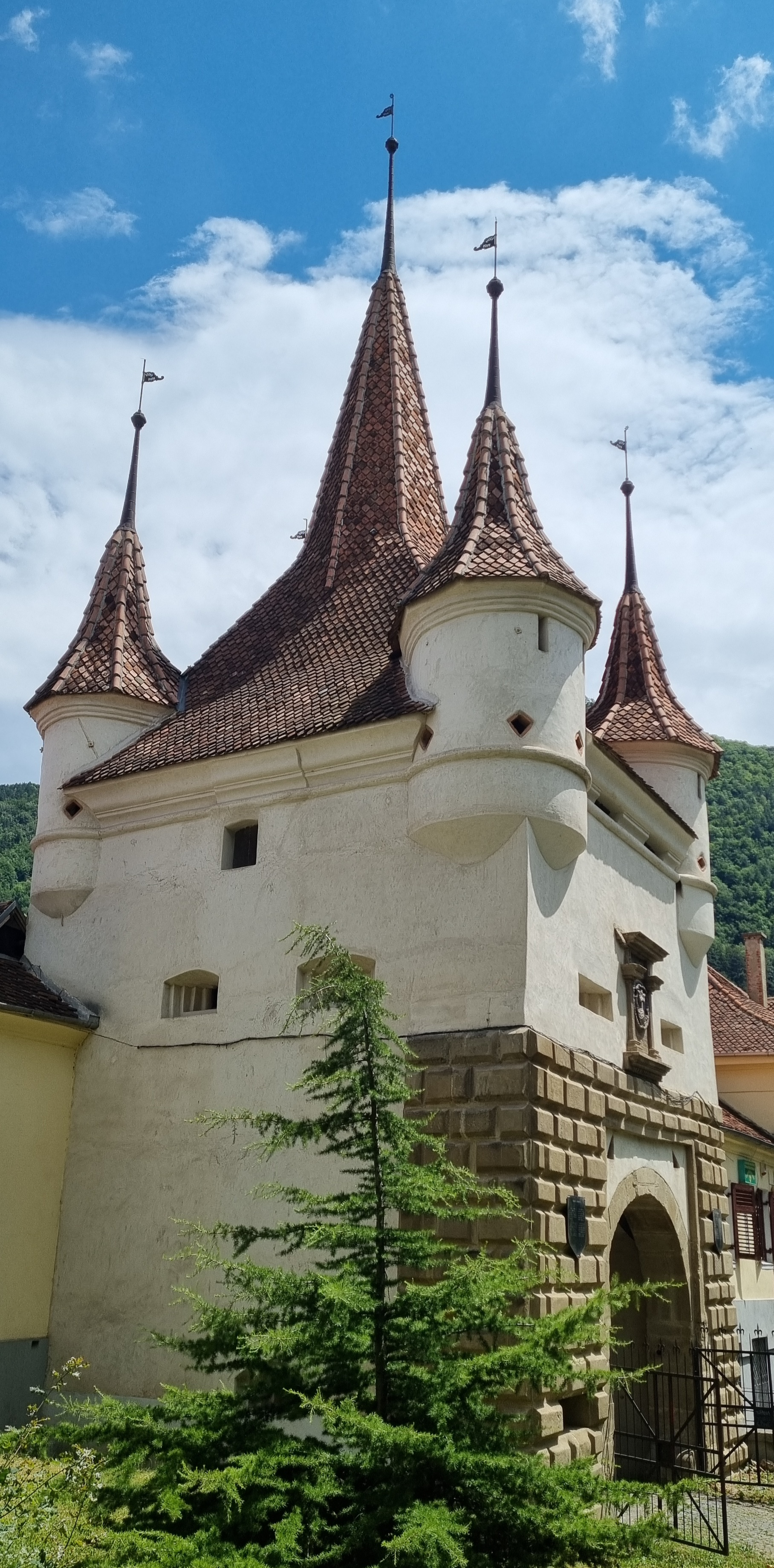
Vedere laterală a turnului porții
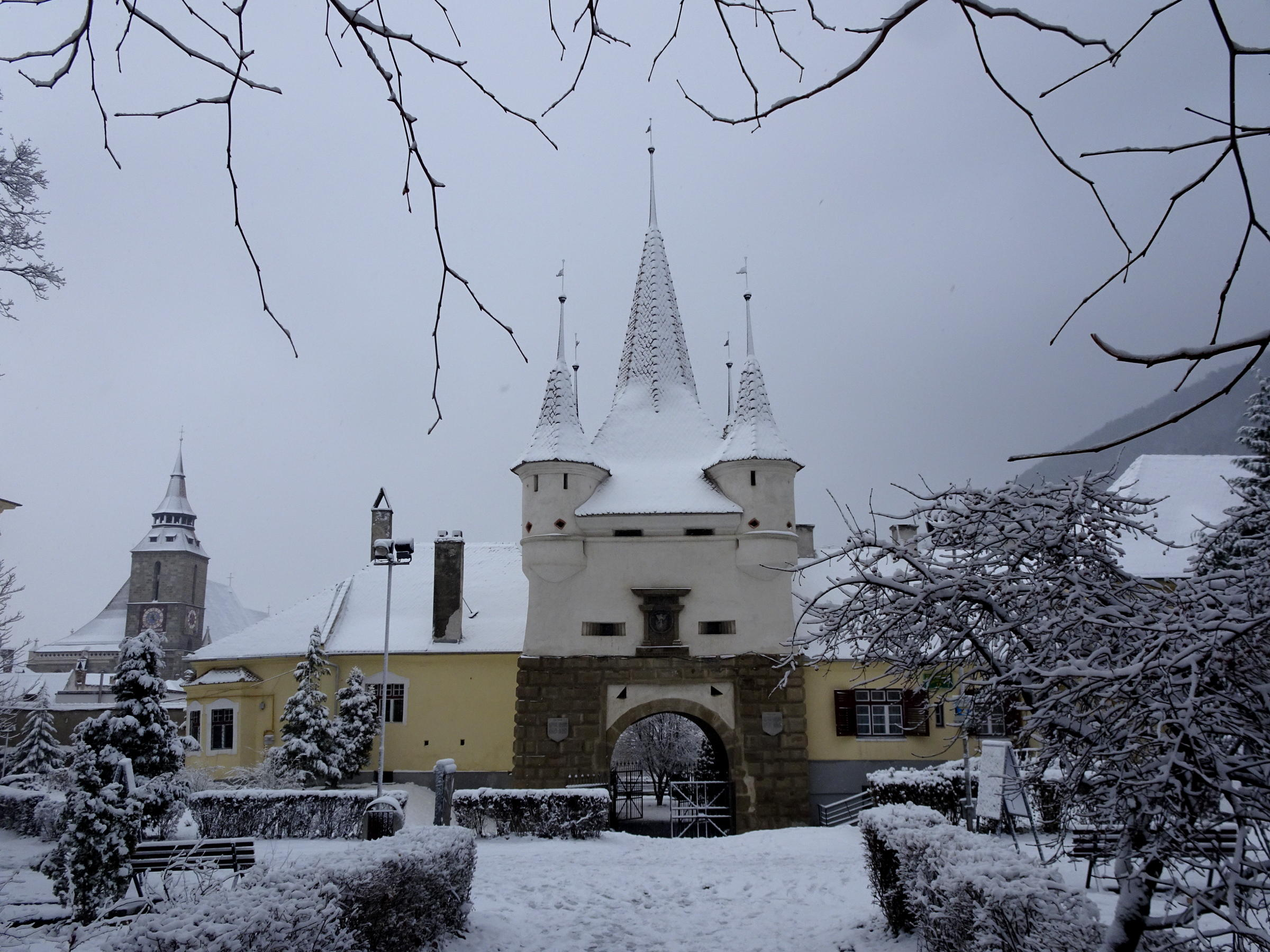
Poarta Ecaterinei iarna
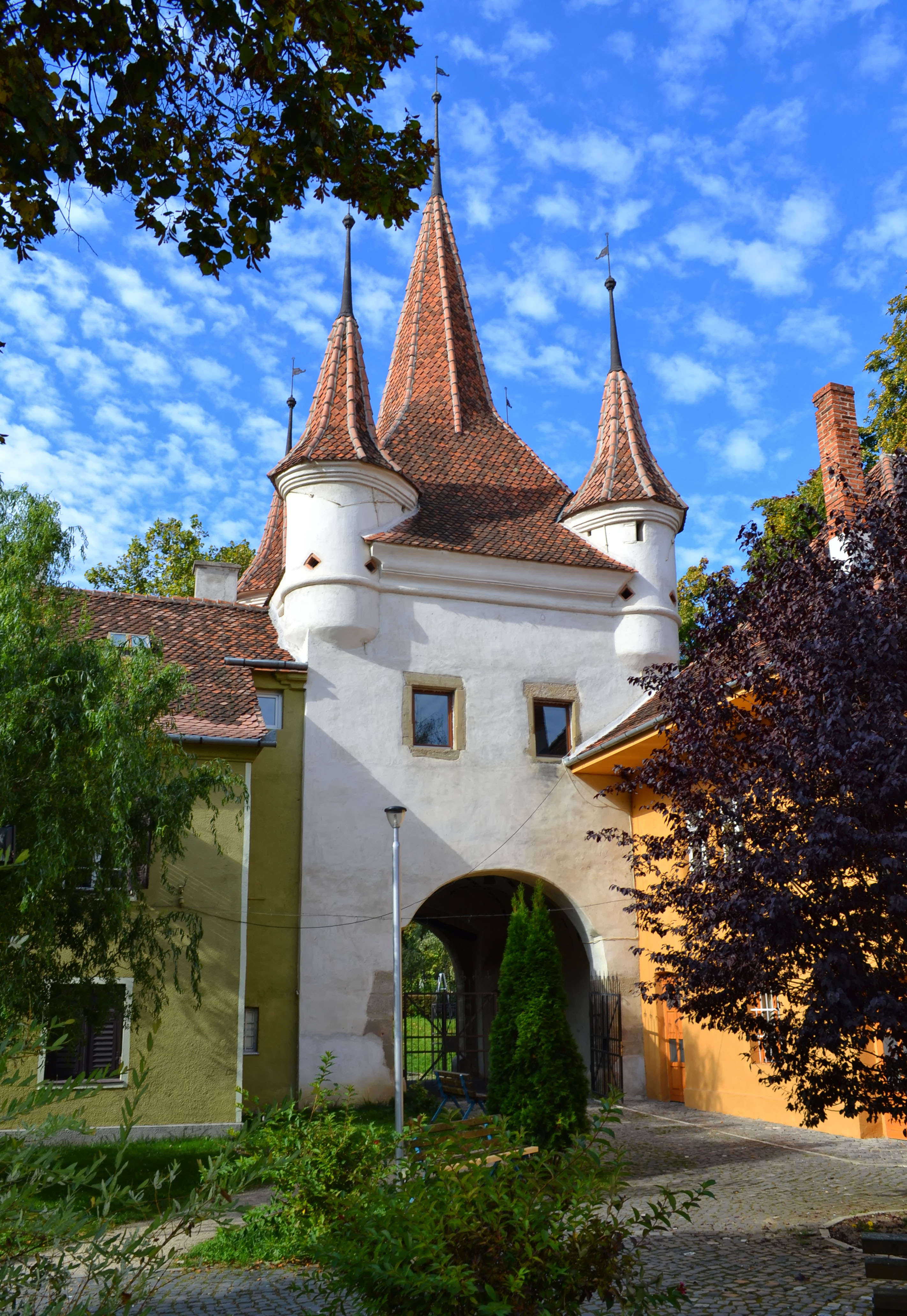
Latura nordică a porții
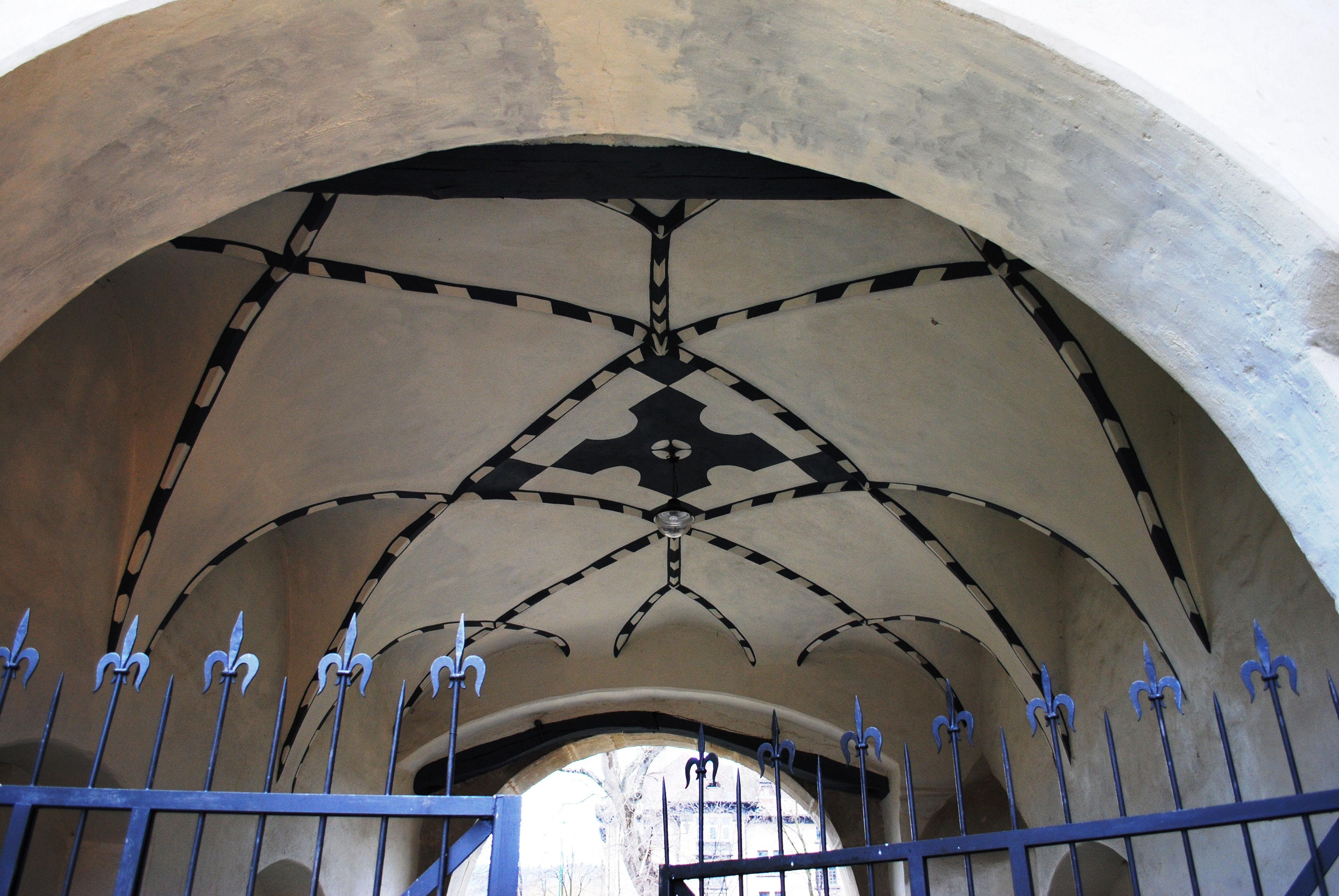
Interiorul turnului porții
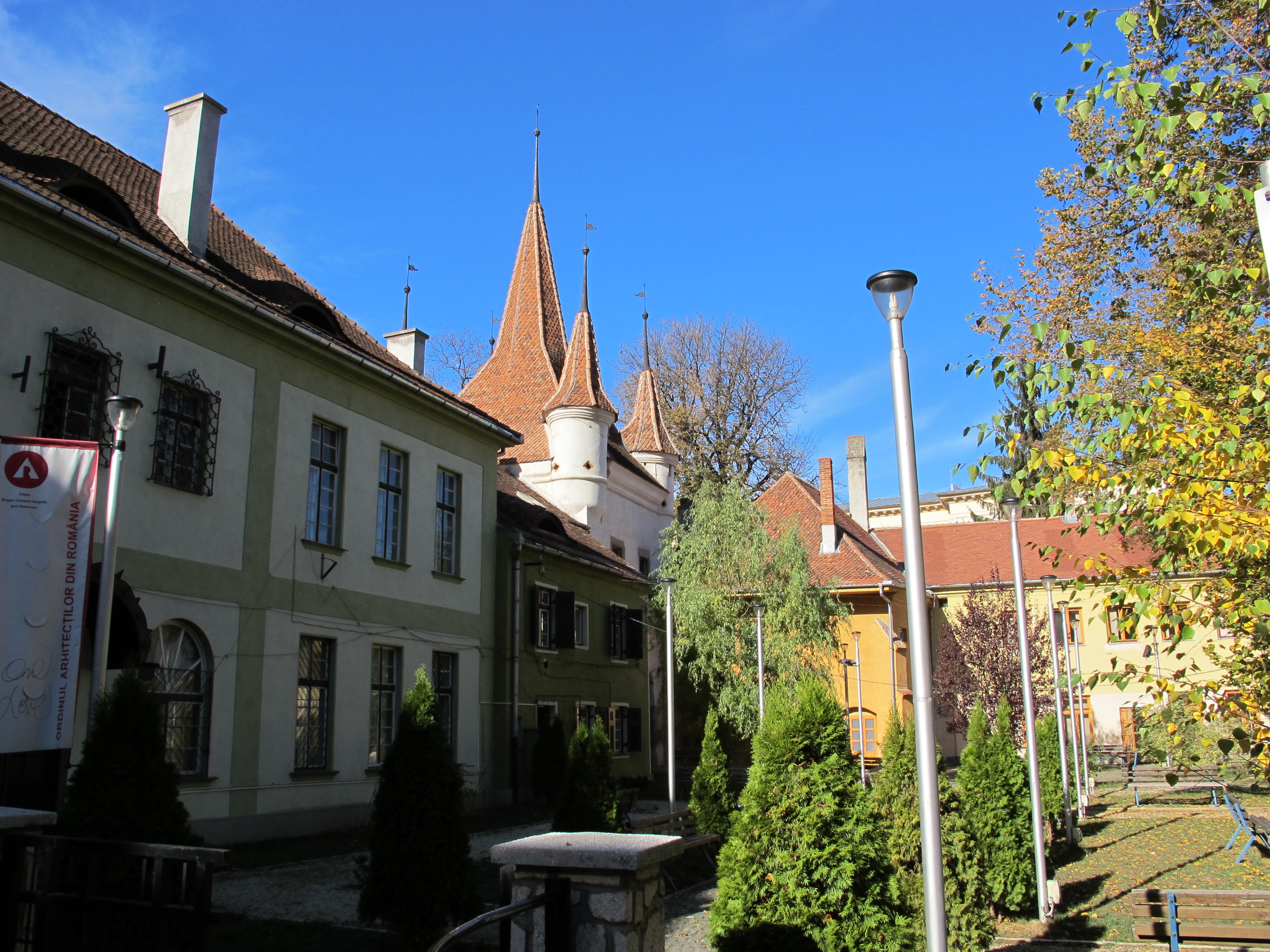
Scuarul din spatele turnului porții